# Dollface
Dollface es una serie de televisión web estadounidense creada por Jordan Weiss que se estrenó el 15 de noviembre de 2019 en Hulu. La serie es protagonizada por Kat Dennings, Brenda Song, Shay Mitchell y Esther Povitsky. En enero de 2020, Hulu renovó la serie para una segunda temporada.

## Sinopsis
La serie sigue a «una joven que, tras ser abandonada por su novio de toda la vida, debe enfrentarse a su propia imaginación para volver a entrar, literal y metafóricamente, en el mundo de las mujeres, y reavivar las amistades femeninas que dejó atrás».

## Elenco y personajes

### Principales
- Kat Dennings como Jules Wiley, una mujer que trabaja como diseñadora web en una empresa de bienestar llamada Woöm.
- Brenda Song como Madison Maxwell, una experta en relaciones públicas y la mejor amiga de Jules de la universidad con la que se ha reencontrado recientemente.
- Shay Mitchell como Stella Cole, la otra mejor amiga de Jules de la universidad con la que recientemente se reencuentra.
- Esther Povitsky como Izzy Levine, una de las compañeras de trabajo de Jules en Woöm que se hace amiga de ella.

### Recurrentes
- Beth Grant como Cat Lady.
- Connor Hines como Jeremy, el exnovio de Jules.
- Brianne Howey como Alison B., una de las compañeras de Jules en Woöm.
- Vella Lovell como Alison S., una de las compañeras de Jules en Woöm.
- Malin Åkerman como Celeste, el director ejecutivo de Woöm.
- Goran Visnjic como Colin, El novio mayor de Madison que es médico y el esposo de Celeste.
- Jayson Blair como Liam (temporada 2),[4] el nuevo interés amoroso de Izzy.
- Corinne Foxx como Ruby (temporada 2).[5]
- Luke Cook (temporada 2).[6]

### Invitados
- Dave Coulier como él mismo.
- Este Haim como Lemon, la amiga fotógrafa de Stella.
- Shelley Hennig como Ramona, la hermana de Jeremy.
- Joey Lawrence como él mismo.
- Ritesh Rajan como Thomas, un reportero de gastronomía y cultura.
- Tia Carrere como Teresa, la madre de Stella.
- Matthew Gray Gubler como Wes, un veterinario y potencial interés amoroso de Jules.
- Michael Angarano como Steve, un estríper.
- Camilla Belle como Melyssa, la cita de Jeremy
- Macaulay Culkin como Dan Hackett, un hombre que Stella conoció en unas vacaciones anteriores; Madison le acusa de ser el asesino del bollo.
- Derek Theler como Ryan, un hombre con el que Jules tiene una aventura.
- Ben Lawson como Oliver, una fotógrafa a la que Stella cuida la casa.
- Margot Robbie como Imelda, una guía espiritual.
- Christina Pickles como Silvia Goldwyn, una icono feminista.
- Nikki Reed como Bronwyn, una vieja amiga de Stella.

## Episodios
| N.º | Título             | Dirigido por    | Escrito por     | Fecha de lanzamiento original |
| --- | ------------------ | --------------- | --------------- | ----------------------------- |
| 1 | «Guy's Girl»       | Matt Spicer     | Jordan Weiss    | 15 de noviembre de 2019       |
| Cuando Jeremy, el novio de Jules, rompe inesperadamente con ella, se da cuenta de la importancia de las amistades femeninas. Intenta volver a conectar con su antigua mejor amiga Madison, pero ésta siente que Jules descuidó a sus amigas durante su relación. Sin embargo, Jules convence a Madison y a Stella para que la acompañen a una fiesta organizada por Woöm. Las mujeres se divierten en la fiesta, hasta que Madison se molesta cuando Jules no entiende por qué las mujeres se acompañan al baño. Para empeorar las cosas, Stella desaparece tras entrar en la furgoneta de un desconocido. Jules se encuentra con Jeremy fuera de la fiesta, y cuando Madison ve a los dos hablando, supone que se están reconciliando. En lugar de eso, Jules decide irse con Madison para buscar a Stella, lo que los acerca. Finalmente encuentran a Stella en un restaurante con Dave Coulier. |                    |                 |                 |                               |
| 2 | «Homebody»         | Stephanie Laing | Jordan Weiss    | 15 de noviembre de 2019       |
| Jules se da cuenta de que necesita mudarse del apartamento que compartía con Jeremy. Pide consejo a Madison y a Stella, pero sin quererlo provoca una discusión entre las dos debido a sus diferentes opiniones: Stella sugiere que Jules se vaya de viaje, mientras que Madison la anima a mudarse a un apartamento más grande. Después de que Jules acepte la oferta de Izzy de quedarse en su habitación extra, Izzy acaba provocando que las desavenencias entre Madison y Stella se agraven. Jules se cae accidentalmente y se tuerce el tobillo. En el hospital, Madison y Stella resuelven sus diferencias y aseguran que se quieren. Madison también revela que está saliendo con un médico. Jules decide finalmente subalquilar una casa de huéspedes que había encontrado antes y que sus amigas ayudan a preparar. |                    |                 |                 |                               |
| 3 | «Mystery Brunette» | Stephanie Laing | Sam Jarvis      | 15 de noviembre de 2019       |
| Madison invita a Jules a la fiesta de presentación de un cliente, pero Jules descubre que Madison invitó primero a Stella. Stella decidió asistir a la fiesta secreta de Joey Lawrence en su lugar, pidiendo a Jules que no se lo dijera a Madison. En la fiesta de presentación, Jules se enfrenta a Madison, quien admite que invitó primero a su novio Colin, pero que éste quiere mantener su relación en privado. Jules revela accidentalmente a un periodista que el cliente de Madison, un chef vegano, come carne en secreto. Para proteger a su cliente, Madison informa al periodista de la fiesta de Joey. Allí, Madison revela a sus amigas que Colin está en proceso de obtener el divorcio. Ramona llama a Jules, diciendo que todavía quiere que Jules sea su dama de honor. Jules miente a sus amigas sobre la asistencia a la próxima boda de un primo. |                    |                 |                 |                               |
| 4 | «Fun Friend»       | Stephanie Laing | Grace Edwards   | 15 de noviembre de 2019       |
| Stella invita a Jules a salir con ella y con su salvaje y divertida madre, ya que necesita a alguien «aburrida» para mantener las cosas bajo control. Durante su noche de fiesta, Stella anuncia que se ha presentado a la escuela de negocios, pero su madre no la toma en serio y Jules se desmaya borracha. Decidida a demostrar que no es aburrida, Jules lleva a Stella a una noche de diversión, pero las dos acaban en un barco hacia Alaska. Con la ayuda de Madison, Izzy —que es conocida como «la otra Alison B.» en el trabajo— revela su verdadero nombre a los Alison. Cansada de que no la tomen en serio, Stella se comporta como la chica fiestera que la gente espera que sea, hasta que Jules exige que se dé la vuelta al barco. Jules acaba aceptando que no necesita ser tan divertida como Stella, mientras ésta planea su futuro. |                    |                 |                 |                               |
| 5 | «Beauty Queen»     | Stephanie Laing | Harper Dill     | 15 de noviembre de 2019       |
| Colin propone quedar con las amigas de Madison para cenar. Madison insta a Stella y a Izzy a actuar con madurez para impresionar a Colin. Una incómoda Jules es la anfitriona de la despedida de soltera de Ramona, que se interrumpe después de que la cara de Ramona se queme accidentalmente con un rizador. Madison, Stella e Izzy se apresuran a ir a casa de Jules sin avisar para organizar la cena. Al llegar Colin, la cena resulta ser incómoda, a diferencia de la sofisticada reunión que Madison había imaginado. La gata de Jules, Turtle, vomita después de comer los dulces con forma de pene de la despedida de soltera, lo que la lleva a llamar a Wes, un veterinario que conoció antes. Madison admite a Colin que estaba tratando de impresionarla, mientras que Jules y Wes hacen buenas migas. |                    |                 |                 |                               |
| 6 | «History Buff»     | Brennan Shroff  | Nathaniel Stein | 15 de noviembre de 2019       |
| Stella se horroriza al descubrir que Madison ha intervenido en su vida en muchas ocasiones, incluso impidiendo que Stella se vea con Dan, a quien Madison desaprueba. Stella decide reencontrarse con Dan, y Madison le acusa de ser el asesino del bollo de pan, que asesinó a una mujer a la salida de un restaurante Panera Bread años atrás. Jules ve a Jeremy con Melyssa en un museo, momentos antes de que un terremoto obligue a cerrar el lugar por emergencia. Más tarde se acerca a Jeremy, pero es arrestada por saquear el museo. De camino al museo, Madison y Stella discuten porque la primera insiste en demostrar que Dan es el asesino. Dan demuestra su inocencia confesando que se estaba masturbando en su auto la noche del asesinato, lo que provoca que las mujeres lo echen. Jeremy le revela a Jules que se siente culpable por haberse negado una vez a visitar un museo con ella cuando estaban juntos, y por eso está en el museo con Melyssa. Jules es liberada y se va con sus amigas. |                    |                 |                 |                               |
| 7 | «F*** Buddy»       | Alethea Jones   | Hallie Cantor   | 15 de noviembre de 2019       |
| Cuando a Jules le gusta accidentalmente una de las fotos de Melyssa en Instagram, sus amigas la animan a superar a Jeremy manteniendo relaciones sexuales casuales con alguien que no es «material de novio»; Jules lo hace con un atractivo hombre llamado Ryan. Stella teme que Oliver, el hombre al que cuida y con el que tiene sexo casual, pueda suponer que tienen una relación comprometida, lo que más tarde resulta ser un malentendido por parte de Stella. Madison se enfada cuando sus intentos de dar celos a Colin resultan fallidos. Las amigas de Jules la desaprueban al descubrir que Wes pasó la noche en su casa, lo que lleva a Madison a llevar al grupo a la fiesta de cumpleaños de un amigo de la universidad. Jules se encuentra con Wes en la fiesta y admite que, aunque está interesada en él, no está preparada para una nueva relación. Cuando Colin recoge a una Madison borracha, le confiesa su amor por ella. |                    |                 |                 |                               |
| 8 | «Mama Bear»        | Alethea Jones   | Hallie Cantor   | 15 de noviembre de 2019       |
| Jules acepta a regañadientes asistir al retiro anual de bienestar de Woöm en la casa de Celeste en Malibú. Allí, Jules descubre que Colin es el esposo de Celeste, lo que le provoca el vómito. Después de que Izzy suponga que Jules está embarazada, Jules vuelve a casa y se hace un test de embarazo, que da negativo. Al enfrentarse a Madison, Jules se pone nerviosa y miente sobre su embarazo. Cuando una Stella borracha monta una escena en la USC tras enterarse de que no ha entrado en la escuela de negocios, Jules y Madison acuden en su ayuda. Cuando Madison descubre que el test de embarazo de Jules ha dado negativo, Jules revela que Colin sigue casado con Celeste, pero Madison se niega a creerlo y arremete contra Jules. Tras una discusión con lágrimas en los ojos, Madison abandona a Jules. |                    |                 |                 |                               |
| 9 | «Feminist»         | Brennan Shroff  | Jordan Weiss    | 15 de noviembre de 2019       |
| En una secuencia onírica inspirada en El mago de Oz, Celeste empieza a sospechar tras encontrar un par de zapatos rojos en su casa de la playa. Para encubrir a Madison, Jules reclama los zapatos para sí misma, aunque Celeste presiona insistentemente a Jules para que revele la verdad. En la Marcha de Mujeres, Jules se une a Stella, Madison (que sigue negando el matrimonio de Colin) e Izzy para encontrar a la oradora del evento, Sylvia Goldwyn. Al llegar a Sylvia, cada una de las cuatro mujeres le hace preguntas sobre ser feminista, a lo que Sylvia responde que el feminismo no tiene una única definición. Celeste acaba disculpándose con Jules por haberla involucrado en sus problemas matrimoniales. Después de despertar de su sueño, Jules recibe un mensaje de voz de Jeremy, en el que le pregunta si va a llevar una cita a la fiesta de boda de Ramona y le informa de que va a llevar a Melyssa. |                    |                 |                 |                               |
| 10 | «Bridesmaid»       | Ira Ungerleider | Jordan Weiss    | 15 de noviembre de 2019       |
| Jules viaja a México para la boda de Ramona. Después de que Stella e Izzy convenzan a Madison para que haga las paces con Jules, llegan a la habitación del hotel de Jules poco después de que Jeremy le pida volver con ella. Madison se enfurece al descubrir que Jules mintió sobre su asistencia a la boda de un primo, mientras que Jules se siente constantemente juzgada y acaba arremetiendo contra sus amigas, lo que hace que se marchen. En el viaje de vuelta, Stella se sale accidentalmente de la carretera tras ser sorprendida por una vieja amiga, Bronwyn, que presenta a Stella, Madison e Izzy a un colectivo de artistas formado sólo por mujeres que promueve la unión entre mujeres. Stella anuncia que ha sido aceptada en la escuela de negocios y que planea mudarse a Filadelfia. Al día siguiente, las amigas de Jules vuelven a la boda, mientras ella y Madison se disculpan. Jules rechaza la oferta de reconciliación de Jeremy, afirmando que no quiere volver a ser la persona que era cuando salían. Cuando Colin y Celeste aparecen, Jules toma un micrófono y expone a Colin como un tramposo. Las cuatro amigas roban el auto de la boda de Ramona y regresan a Los Ángeles. |                    |                 |                 |                               |

## Producción

### Desarrollo
El 17 de noviembre de 2017, se anunció que Hulu ordenó la producción del piloto de la serie. La serie fue creada por Jordan Weiss, quien también se esperaba que escribiera para la serie y sirviera como productor ejecutivo junto a Stephanie Laing, Margot Robbie, Brett Hedblom, Bryan Unkeless, Scott Morgan, Nicole King y Kat Dennings. Además de producir, Laing también iba a dirigir el episodio piloto. Las compañías de producción involucradas en el piloto incluyen a LuckyChap Entertainment y Clubhouse Pictures. El 2 de noviembre de 2018, se anunció que Hulu había ordenado la producción de la serie para una primera temporada con diez episodios. Se anunció que los productores ejecutivos adicionales eran Ira Ungerleider, Tom Ackerley y Matt Spicer. Ungerleider también se encargaría de la dirección de la serie y Spicer de la dirección del primer episodio, sustituyendo al anteriormente anunciado Laing. Se esperaba que otras productoras implicadas en la serie fueran ABC Signature Studios. La serie se estrenó el 15 de noviembre de 2019. El 17 de enero de 2020, se anunció que la serie fue renovada para una segunda temporada.

### Casting
Junto con el anuncio de la producción del piloto, el 2 de noviembre de 2018, se anunció que Kat Dennings se había unido al elenco principal de la serie. El 31 de enero de 2019, se anunció que Brenda Song y Lex Scott Davis se habían unido al elenco principal de la serie. El 19 de febrero de 2019, se anunció que Esther Povitsky se había unido al elenco principal de la serie. El 10 de abril de 2019 se anunció que Shay Mitchell se había unido al elenco principal de la serie, sustituyendo a Davis. El 4 de junio de 2019, se anunció que Goran Visnjic se había unido al elenco recurrente de la serie.
En julio de 2021, se anunció que Jayson Blair, Corinne Foxx y Luke Cook se unieron al elenco recurrente de la serie, para la segunda temporada.

### Rodaje
El rodaje de la primera temporada terminó el 25 de junio de 2019.

## Lanzamiento

### Distribución
La serie se estrenó el 15 de noviembre de 2019 en Hulu en Estados Unidos, y en Crave en Canadá. En España se lanzó el 17 de julio de 2020 en HBO España. En territorios internacionales selectos, la serie se lanzó el 5 de marzo de 2021 en Disney+ Star como un Star Original. y En Latinoamérica la serie se estrenó el 31 de agosto en Star+.

## Recepción
El sitio web del agregador de reseñas Rotten Tomatoes reportó una tasa de aprobación del 56%, basándose en 25 reseñas con una calificación media de 5,77/10. El consenso crítico dice: «Dollface tiene todo lo que hay que tener: un reparto con talento, una premisa prometedora y mucha intriga surrealista... si tan sólo su visión superficial del feminismo no las socavara». En Metacritic, la temporada una calificación de 54 de 100, basándose en 13 reseñas, indicando «reseñas mixtas o medias».